# Valiraptor
Valiraptor is een vliegengeslacht uit de familie van de roofvliegen (Asilidae).

## Soorten
- V. montanus Londt, 2002
- V. namibiensis Londt, 2002
- V. silvestris Londt, 2002
- V. vittatus Londt, 2002